# Olimpiada (czas)
Olimpiada – okres pomiędzy dwoma następującymi po sobie igrzyskami. Zazwyczaj trwał około 4 lat. Co tyle lat odbywały się starożytne igrzyska w Olimpii i właśnie stąd wywodzi się nazwa tego okresu. Olimpiada była często wykorzystywana w starożytności (a także później) jako jednostka chronologiczna lub odnośnik w chronologii (Timajos). Najbardziej znany zapis za pomocą olimpiady dotyczy założenia Rzymu. Miało się to odbyć wedle Warrona w "trzecim roku VI Olimpiady". Z czasem słowo "olimpiada" w użyciu powszechnym zaczęło powoli tracić swoje dawne znaczenie i mieszać się pojęciowo z "igrzyskami olimpijskimi".

## Współcześnie
Współcześnie czteroletni okres pomiędzy kolejnymi nowożytnymi igrzyskami olimpijskimi liczony jest od pierwszych igrzysk nowożytnych rozegranych w Atenach w 1896 roku. Obecnie każda olimpiada, zgodnie z ustaleniami Międzynarodowego Komitetu Olimpijskiego, rozpoczyna się 1 stycznia roku, w którym odbywają się letnie igrzyska.

## Porównanie kalendarzy
| Lata według starożytnych olimpiad | A.U.C. | kalendarz gregoriański |
| --------------------------------- | ------ | ---------------------- |
| 1. rok 1. olimpiady               | —      | 776 p.n.e.             |
| 4. rok 6. olimpiady               | 1      | 753 p.n.e.             |
| 4. rok 194. olimpiady             | 753    | 1 p.n.e.               |
| 1. rok 195. olimpiady             | 754    | 1 n.e.                 |
| 4. rok 694. olimpiady             | 2753   | 2000                   |
| 4. rok 697. olimpiady             | 2765   | 2012                   |
| 3. rok 700. olimpiady             | 2776   | 2023                   |